# Ugao-Miraballes
Ugao en basque ou Miravalles en espagnol est une commune de Biscaye dans la communauté autonome du Pays basque en Espagne.
Le nom officiel de la ville est Ugao-Miraballes.

## Géographie

### Quartiers
Les quartiers d'Ugao-Miraballes sont Arandia, Markio, Basakoetxe, Elosu, Astibi, Beretxa, Iturrigorrialde, Ondategui, Udiarraga, Urkemendi, Usila, Lupardo, Leitoki et Dimutio-Etxebarri

## Personnalités liées
- Josu Abrizketa Korta (1948-), militant historique d'ETA

### Sources
- (es) Cet article est partiellement ou en totalité issu de l’article de Wikipédia en espagnol intitulé « Miravalles » (voir la liste des auteurs).